# Pièces pittoresques

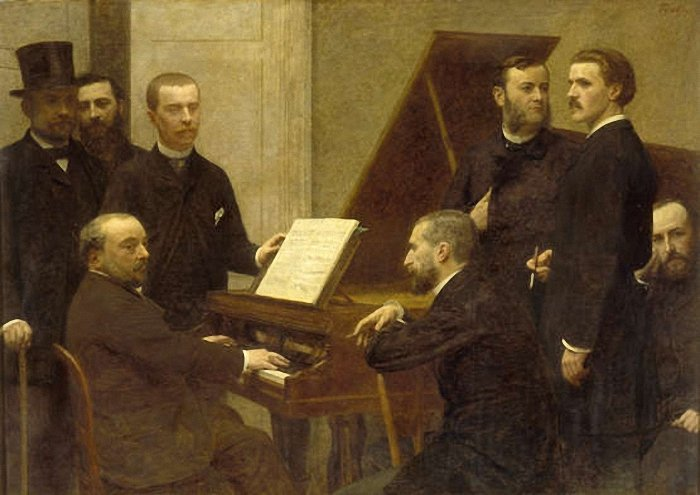
Autour du piano, oil on canvas 1885 by Henri Fantin-Latour; Chabrier at the piano, Adolphe Julien, Arthur Boisseau, Camille Benoît, Edmond Maître, Antoine Lascoux, Vincent d'Indy and Amédée Pigeon grouped around.

I Pièces pittoresques (Pezzi pittoreschi) sono un gruppo di dieci pezzi per pianoforte composti nel 1880 da Emmanuel Chabrier. Quattro di questi brani furono successivamente orchestrati dal compositore per realizzare la sua Suite pastorale.

## Storia
Nel 1880, durante una vacanza di convalescenza nella località costiera di Saint-Pair (vicino a Granville), Chabrier compose quelli che sarebbero stati chiamati Pièces pittoresques. Sia Alfred Cortot (in La musique française de piano, PUF, 1932) che Francis Poulenc (in Emmanuel Chabrier, 1961) trattano con entusiasmo di questi brevi lavori. César Franck, alla loro prima nel 1881, osservò che le persone presenti avevano "appena ascoltato qualcosa di eccezionale. Questa musica collega il nostro tempo a quello di Couperin e Rameau".
Il manoscritto nell'archivio degli editori di Litolff fu distrutto da un raid aereo a Braunschweig nel 1942.
Le prime esecuzioni di singoli pezzi si svolsero in date diverse: 9 aprile 1881 per Sous-bois, Idylle, Danse villageoise, Improvisation, Menuet pompeux, Scherzo-valse (Marie Poitevin); Mélancolie il 24 dicembre 1887 (Marie-Léontine Bordes-Pène); gli altri in date sconosciute.
Numerosi di questi movimenti furono incorporati da Constant Lambert nel balletto Bar aux Folies-Bergère del 1934.

## Descrizione dei pezzi

### Paysage(Paesaggio)
Re bemolle maggiore, 2/4; Allegro non troppo-vivo (dedicato a La comtesse de Narbonne-Lara) 
Per Poulenc, Paysage dipingeva un paesaggio in cui si poteva godere della vita. La sezione centrale è una rappresentazione loquace di turbamento, calmato dal ritorno del tema principale.
Paysage apre il ciclo con una cadenza perfetta e diritta verso il re bemolle tonico, declassando ciò che i libri di testo ci direbbero dovrebbero essere riservati per un momento più conclusivo. Paysage è pieno di giochi ritmici e armonici, non da ultimo l'assenza di una sola chiara frase di quattro battute; la sezione di apertura del pezzo, tutta in frasi a tre battute, fa due finti scherzi con frasi di quattro battute, entrambe contrastate. Poulenc suggerisce che il brano debba essere suonato con "allegresse et tendresse".

### Mélancolie(Melancolia)
Sol maggiore, 9 e 6/8; Ben moderato senza rigore et sempre tempo rubato (dedicato a Marie Pillon)
A proposito di Mélancolie, Cortot fu spinto a scrivere che il suo "fascino nostalgico e la perfezione discreta" sfidavano l'analisi. Ravel vide l'anima dell'Olympia di Manet in Mélancolie. Le battute alternate in 9/8 e 6/8 creano un'atmosfera di tenerezza e incertezza erranti; il pezzo si chiude con un canone alla doppia ottava, quindi nelle quinte basse.
Mélancolie è una sofisticata miscela di inversione strutturale, canone e compressione ritmica che determina essenzialmente l'involucro esteriore del pezzo. Poulenc suggerisce che il brano dovrebbe essere suonato con "allegresse et tendresse".

### Tourbillon(Turbinio)
Re maggiore, 3/4; Allegro con fuoco (dedicated to Marie Meurice)
Inizialmente facendo eco ai ritmi animati di Béatrice et Bénédict di Berlioz, si evolve in un ritmo più complesso, evitando la battuta d'arresto. La sua forza quasi aggressiva è forse un promemoria delle possibilità della propria interpretazione di Chabrier. Le battute finali accostano un passaggio mendelssohniano con uno ironicamente alla maniera di Offenbach.

### Sous-bois(Sotto gli alberi)
Do maggiore, 2/4; Andantino (dedicato a Marie de la Guèronnière)
Economia dei mezzi, un senso di movimento anche nell'immobilità e armonie in costante cambiamento (dalla tonalità maggiore alla tonalità remota e improbabile) nella mano destra e nel basso intrecciato su cui si rompe una melodia.
Poulenc scrisse che Ravel gli aveva parlato spesso di questo pezzo con entusiasmo, considerandolo uno dei grandi momenti della produzione di Chabrier.

### Mauresque(Moresca)
La minore, 3/4; Moderato (dedicato a Madame Charles Phalen) 
Scritto prima della visita di Chabrier in Spagna ma colorato e con tocchi modali, effetti tenui e note strappate - un precursore della Soirée dans Grenade di Debussy. Poulenc lo paragonò alla Forlane da Le tombeau de Couperin di Ravel. 

### Idylle(Idillio)
Mi maggiore, 4/4; Allegretto (dedicato a Jeanne Monvoisin)
"Allegretto avec fraîcheur et naïveté" sebbene con un po' di astuzia - una canzone ("bien chantée"), accompagnata da un effetto pizzicato "un sentimento assez campagnard". Poulenc scrisse che quando ascoltò questo pezzo per la prima volta nel febbraio del 1914 fu sopraffatto: "un univers harmonique s'ouvrait soudain devant moi et ma musique n'a jamais oublie ce premier baiser d'amour" (un universo armonico si è aperto improvvisamente davanti a me e la mia musica non ha mai dimenticato questo primo bacio d'amore). Ha aggiunto che il pezzo dovrebbe essere suonato al tempo metronomico, senza rubato.

### Danse villageoise(Danza del villaggio)
La minore, 2/4; Allegro risoluto (dedicato a Yvonne de Montesquieu)
Danse villageoise, in una forma ternaria più tradizionale, offre un contrasto leggermente pesante e illustra lo spirito rustico di Chabrier ma con una polifonia precisa (con alcuni elementi della Sonata per pianoforte n. 25 di Beethoven). Lo scherzo decisivo è in la minore mentre il trio esitante nel maggiore.

### Improvvisazione
Si bemolle maggiore, 6/8, 2/4; Andantino - Appassionato e con impeto - molto con impeto - moderato (dedicato a Marguerite Gagne)
'Fantasque et passionnée' con la più grande varietà di ritmi, i suggerimenti di metodi che diventano comuni in Debussy (ad esempio quattro crome puntate in una battuta di 6⁄8): le battute diventano a volte 3⁄4 o 2⁄4. Anche se intitolato un'improvvisazione, è in effetti in una rigorosa forma di sonata.

### Menuet pompeux(Minuetto pomposo)
Sol minore, 3/4; Allegro franco –meno mosso e molto dolce e grazioso (dedicato a Gabrielle Petitdemange)
Menuet pompeux, nonostante alcune notevoli armonie, mostra uno Chabrier che guarda indietro piuttosto che in avanti. Se il minuetto è più simile a una danza di Auvergnat, il trio in sol maggiore strizza l'occhio al diciottesimo secolo.

### Scherzo-valzer
Re maggiore, 9/16, 3/8; Vivo (dedicato a Mina de Gabriac)
Una vivace conclusione del gruppo, sebbene ancora una volta il trio permetta una tregua dall'energia della contagiosa gioia di vivere della sezione principale. Poulenc ha criticato coloro che prendono questo pezzo più velocemente della semiminima puntata = 192 (come l'ha interpretato Ricardo Viñes).
Pare che i titoli non appartengano a Chabrier, ma siano stati assegnati dai suoi editori.

## Suite pastorale
Tra il 1881 e il 1888 Chabrier orchestrò Idylle, Danse villageoise, Sous-bois e Scherzo-valse per formare la Suite pastorale.